# Placówka Straży Celnej „Gorzyń”

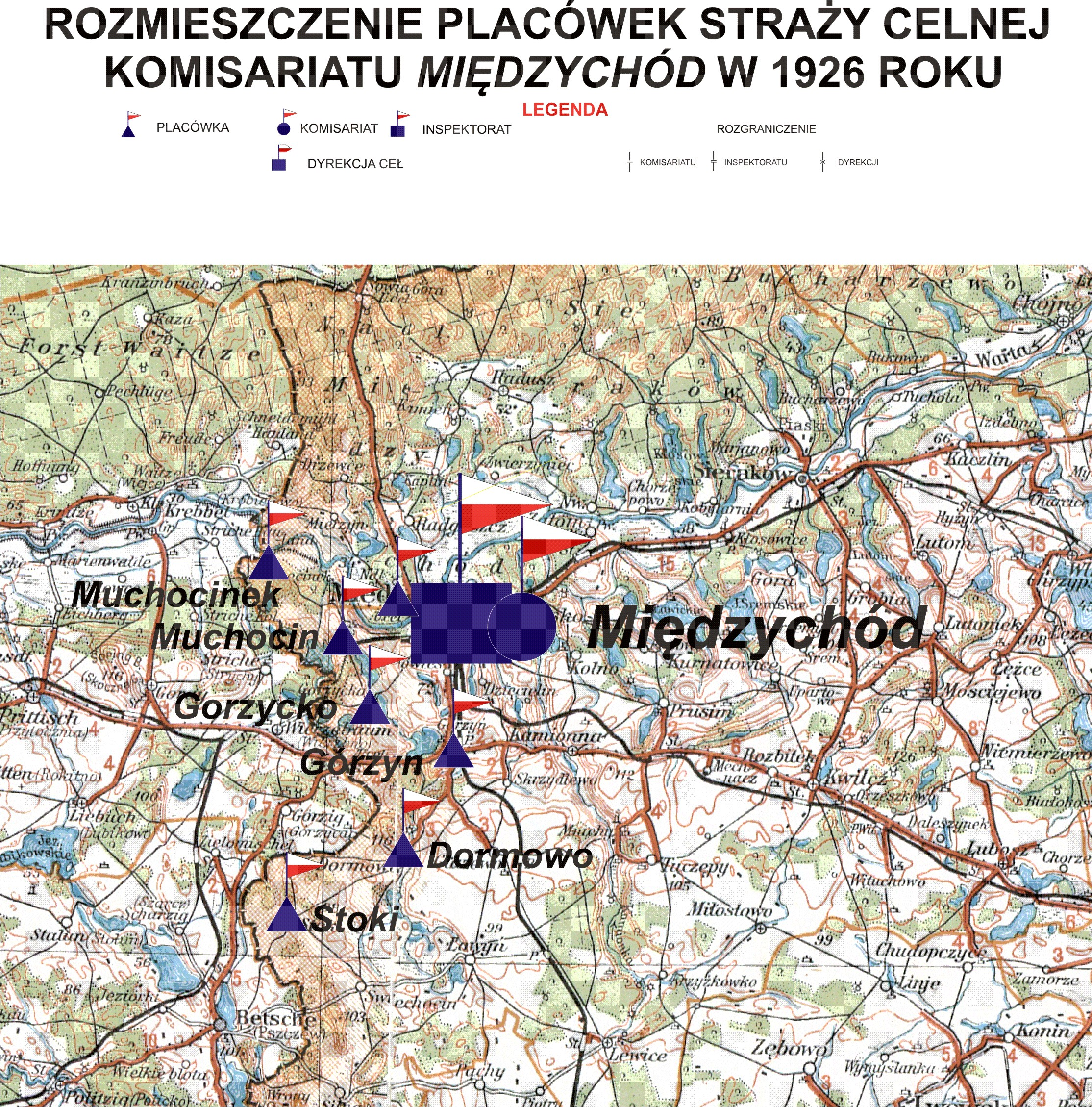
Rozmieszczenie placówek Straży Celnej Komisariatu Międzychód w 1926 .r

Placówka Straży Celnej „Gorzyń” – jednostka organizacyjna Straży Celnej pełniąca w okresie międzywojennym służbę ochronną na granicy polsko-niemieckiej.

## Formowanie i zmiany organizacyjne
Na wniosek Ministerstwa Skarbu, uchwałą z 10 marca 1920 roku, powołano do życia Straż Celną. Od połowy 1921 roku jednostki Straży Celnej rozpoczęły przejmowanie odcinków granicy od pododdziałów Batalionów Celnych. Proces tworzenia Straży Celnej trwał do końca 1922 roku. Placówka Straży Celnej „Górzyn” weszła w podporządkowanie komisariatu Straży Celnej „Międzychód” z Inspektoratu SC „Międzychód”.
W drugiej połowie 1927 roku przystąpiono do gruntownej reorganizacji Straży Celnej. W praktyce skutkowało to rozwiązaniem tej formacji granicznej. Ochronę północnej, zachodniej i południowej granicy państwa przejęła powołana z dniem 2 kwietnia 1928 roku Straż Graniczna. Rozkazem nr 11 z 9 stycznia 1930 roku reorganizacji Wielkopolskiego Inspektoratu Okręgowego komendant Straży Granicznej płk Jan Jur-Gorzechowski ustalił numer i nową organizację komisariatu SG „Międzychód”. Placówka Straży Granicznej I linii „Gorzyń” znalazła się w jego strukturze.

## Funkcjonariusze placówki
Kierownicy placówki
| stopień    | imię i nazwisko, numer  | okres pełnienia służby | kolejne stanowisko |
| ---------- | ----------------------- | ---------------------- | ------------------ |
| przodownik | Antoni Kaszkowiak (152) | był w 1926             |                    |

Obsada personalna placówki w 1926:
- przodownik Antoni Kaszkowiak (152)
- strażnik Władysław Pawlik (408)
- strażnik Andrzej Kasper (1153)
- strażnik Józef Błażek (1035)
- strażnik Władysław Żarna (1578)
- strażnik Józef Wojnowski (383)
- strażnik Feliks Pisarzewski (3263)
- strażnik Jan Niedźwiecki (3258)
- strażnik Józef Dykierek (1715)